# O 25 (1941)
De O 25 was een Nederlandse onderzeeboot van de O 21-klasse. De schepen van de O 21-klasse werden aan de vooravond van de Duitse inval in Nederland in 1940 gebouwd. De O 25 stond gepland als K XXIV, ze was dus bestemd als onderzeeboot voor Nederlands-Indië, de K staat namelijk voor "koloniën". Al tijdens de bouw, door de Rotterdamse scheepswerf Fijenoord, werd de naam gewijzigd naar O 25.
De O 25 is nooit bij de Nederlandse marine in dienst geweest. De onderzeeboot was namelijk niet voldoende afgebouwd om de oversteek te wagen naar het Verenigd Koninkrijk. Daarnaast was er geen sleepboot beschikbaar om haar naar het Verenigd Koninkrijk te slepen.

## De O 25 als U-D3
Doordat het werfpersoneel weinig tijd had om de O 25 onklaar te maken wisten de Duitser haar te lichten en af te bouwen zodat ze op 8 juni 1941 in Duitse dienst kon worden genomen bij de Buitenlandse U-boten als U-D3. Van juni 1941 tot augustus 1941 was de U-D3 als trainings- en oefenschip aan het 3de en 5de flottielje in Kiel verbonden.
Van oktober 1942 to februari 1943 was de U-D3 verbonden aan 2de flottielje in Lorient. Hiervandaan voerde ze oorlogspatrouilles uit voor de Afrikaanse westkust. Tijdens een van deze patrouilles wist de U-D3 het Noorse vrachtschip de Indra van 5041 ton tot zinken te brengen.
Na deze actievere periode werd de U-D3 verbonden aan de U-boot Abwehr Schule in Bergen. Op 13 oktober 1944 werd de U-D3 uit dienst genomen nadat ze zwaar beschadigd raakte als gevolg van een bombardement op Kiel. Vlak voor het eind van de Tweede Wereldoorlog werd de U-D3 net als zoveel schepen onklaar gemaakt en tot zinken gebracht in de haven van Kiel.